# Isachne arundinacea
Isachne arundinacea är en gräsart som först beskrevs av Olof Swartz, och fick sitt nu gällande namn av August Heinrich Rudolf Grisebach. Isachne arundinacea ingår i släktet Isachne och familjen gräs. Inga underarter finns listade i Catalogue of Life.